# 扶余警察署
扶余警察署（プヨけいさつしょ）は、忠南地方警察庁所管の警察署である。

## 管轄区域
- 扶余郡

## 沿革
- 1945年10月21日- 開署

## 管轄地区隊
- 白江地区隊

## 管轄派出所
- 石城派出所
- 鴻山派出所
- 林川派出所
- 世道派出所
- 九龍派出所
- 窺岩派出所
- 恩山派出所
- 外内山派出所

## 管轄治安センター
- 草村治安センター
- 玉山治安センター
- 忠化治安センター
- 良花治安センター
- 場岩治安センター
- 南面治安センター
- 内山治安センター